# Chlorops quercophilus
Chlorops quercophilus är en tvåvingeart som beskrevs av Beschovski 1979. Chlorops quercophilus ingår i släktet Chlorops och familjen fritflugor. Inga underarter finns listade i Catalogue of Life.